# Тамбери, Джанмарко
Джанмарко Тамбери (итал. Gianmarco Tamberi; род. 1 июня 1992, Чивитанова-Марке, Марке) — итальянский легкоатлет, прыгун в высоту. Наряду с Мутазом Баршимом стал чемпионом Олимпийских игр 2020 в Токио с результатом 2,37 м. Впервые в истории в соревнованиях по прыжкам в высоту на Олимпийских играх чемпионами стали два спортсмена. Чемпион мира, трёхкратный чемпион Европы. 

## Биография
Родился в коммуне Чивитанова-Марке. Его отец Марко Тамбери в прошлом также был прыгуном в высоту, на Олимпиаде 1980 года занял 15-е место. До прихода в лёгкую атлетику в 2009 году занимался баскетболом, где играл за команду Stamura Basket Ancona. У Джанмарко есть старший брат Джанлука Тамбери, который занимался метанием копья.
22 августа 2023 года стал первым в истории итальянцем, выигравшим золото в прыжках в высоту на чемпионатах мира. 